# Театр на Бронной
Моско́вский драмати́ческий Теа́тр на Бро́нной (с 1945 по 1965 год Моско́вский драмати́ческий теа́тр, с 1965 по 2021 — Театр на Малой Бронной) — драматический театр Москвы, основанный в марте 1945 года. Первым руководителем был режиссёр Сергей Майоров. В 1965 году театр стал называться Театром на Малой Бронной, а в 2021 — Театром на Бронной. В репертуаре театра преобладают спектакли, основанные на произведениях русской и зарубежной классики. В 2019 году художественным руководителем театра стал Константин Богомолов.

## История

### Московский театр драмы
Театр драмы был основан в 1945 году решением управления по делам искусств Мосгорисполкома и располагался на востоке Москвы, в доме 26 на Спартаковской улице. На то время это был единственный театр в Бауманском районе. Театру было передано здание на Спартаковской улице, после чего было принято решение о перестройке помещения. Проект предусматривал реконструкцию всего здания, переоборудование зрительного зала, фойе, сцены, вестибюля и подсобных помещений. В совет содействия строительству вошли председатель райисполкома Лебедев, секретарь Бауманского райкома ВКП (б) Игнатов и другие лица. Всё необходимое для проведения реконструкции изготавливалось на предприятиях района. Оборудование для сцены создавали на заводе опытных конструкций, фабрика декоративных тканей имени Маркова занималась изготовлением драпировки и занавесов. Трест № 6 «Мосгазстрой» осуществлял все отделочные, строительные и покрасочные работы. Всего в реконструкции театра принимало участие около 20 предприятий Бауманского района. Во время реконструкции стены партера были отделаны полированным деревом. Новый планшет сцены был сконструирован из пятидесяти подвижных частей, которые могли подниматься и опускаться.
Директором театра был назначен Леонтий Егорычев. Художественным руководителем нового театра назначили режиссёра Сергея Майорова. Труппа состояла из 55 человек — актёры из московских театров и выпускники Щепкинского училища. Среди них: заслуженная артистка РСФСР Зинаида Зорич, артистки Наталья Медведева, Елизавета Сперанская, Вера Царёва, заслуженный артист РСФСР Александр Бахметьев, Александр Крюков, Алексей Незнамов, Юлий Кристи, Григорий Шамшурин, Николай Чистяков, Семён Гольдштаб, Николай Хорват. 9 марта 1946 года театр был открыт для зрителей премьерой пьесы Анатолия Мариенгофа и Михаила Козакова «Золотой обруч». Основными же темами спектаклей были события Великой Отечественной войны и мирная жизнь послевоенного времени.
На начальном этапе с театром сотрудничали драматурги Владимир Билль-Белорецковский, Арвид Григулис, Габит Мусрепов, Сергей Антонов, Анатолий Софронов, Афанасий Салынский, Павел Маляревский и другие. В течение 11 лет состоялось 45 премьер, а ставшие популярными спектакли «Вокруг ринга», «Канун грозы», «Поэма о любви», «Поддубенские частушки», «Сердце не прощает», «Грач — птица весенняя» определили творческое своеобразие и направление театра. Каждый из них был показан от 200 до 300 раз. Позже в театре ставили классические пьесы российских и зарубежных авторов. В 1957-м руководство театра обвинили в недостаточном внимании к советской драматургии и Сергея Майорова перевели в Театр имени Ленинского комсомола, а на его должность назначили Илью Судакова, участника 2-й студии МХАТ. Но из-за тяжёлой болезни режиссёр оставил работу в театре, и с 1958 года новым руководителем стал Андрей Гончаров. Он развивал методы психологического театра и ставил спектакли по современным зарубежным пьесам.
В 1959 году в театре состоялась премьера пьесы «Вид с моста» Артура Миллера, которая стала первой постановкой Андрея Гончарова в качестве руководителя театра. Спектакль демонстрировался 500 раз за первые 5 сезонов. Андрей Гончаров — заслуженный деятель искусств РСФСР, работал в Московском театре имени Ермоловой, был постановщиком спектаклей на сцене Малого театра. В Театре на Малой Бронной поставил спектакли «Закон зимовки» Бориса Горбатова, «Барба» Яна Масевича, «Девятый вал», «Аргонавты» Юлиу Эдлиса и другие.

### Театр на Малой Бронной
В 1962 году Московский драматический театр переехал в здание на Малой Бронной, дом 4. Андрей Гончаров работал в театре до 1965 года. После его ухода главным режиссёром театра стал В. К. Монюков (Франке). Он поставил один спектакль по пьесе В. Раздольского «Беспокойный юбиляр» и покинул театр из-за большой занятости в Школе-студии при МХАТ им. Чехова.
В 1967 году, отстранённый от руководства в Театре имени Ленинского комсомола, с группой из 12 актёров в театр перешёл Анатолий Эфрос. В том же году главным режиссёром театра стал Александр Дунаев. Первые спектакли Эфроса на новом месте — «Три сестры» и «Обольститель Колобашкин» — были сняты с репертуара. Но при всём различии творческих индивидуальностей, режиссёры сработались — годы их сотрудничества стали периодом расцвета театра. Дунаев создал для Эфроса комфортные условия работы в театре, предоставил творческую свободу в выборе репертуара и артистов.
Мне кажется, нас объединяет единое понимание глубинности человеческой природы. Стремление передать на сцене сложность и уникальность человеческих взаимоотношений. А почерк у каждого, естественно, свойАлександр Дунаев
В 1965 году театр получил новое название — Московский драматический театр на Малой Бронной. В театральный сезон 1969—1970 годов Александр Дунаев пригласил польского режиссёра Конрада Свинарского для постановки пьесы Ежи Шанявского «Мореход». Когда в 1970 году Эфрос поставил пьесу «Ромео и Джульетта», это вызвало бурное обсуждение в прессе, и Дунаеву пришлось заступаться за своего напарника. В 1971 году Дунаев уже сам поставил два спектакля «На балу удачи» и «Трибунал», в 1973 году — успешный спектакль по пьесе румынского драматурга Аурела Баранги «Общественное мнение», который ждал успех. Пьеса была поставлена к Дням румынской культуры в Москве.
В 1974 году в Театр на Малой Бронной из МХАТа перешёл Михаил Козаков. Он принёс новую пьесу Леонида Зорина «Покровские ворота», пьеса стала его режиссёрским дебютом. Впоследствии Козаков поставит по этой пьесе популярный одноимённый фильм. В 1977 году Дунаев поставил «Варваров» М. Горького, работу над спектаклем начал ещё в 1971 году. В начале 1980-х годов, помимо Эфроса, Дунаева и Козакова, на сцене Театра на Малой Бронной свои спектакли ставили Геннадий Сайфулин, Лев Дуров, Николай Волков, Владимир Портнов.
И всё же в глазах московских театралов Театр на Малой Бронной того времени был скорее «театром Эфроса». За 17 лет работы Анатолий Эфрос создал здесь ряд спектаклей, ставших классикой советского театра, в их числе «Три сестры» Чехова, «Ромео и Джульетта» и «Отелло» Шекспира, «Месяц в деревне» Тургенева, «Женитьба» Гоголя, «Дон Жуан» Мольера, в котором заглавную роль в очередь исполняли Михаил Козаков и Николай Волков, — и это были два разных спектакля. О театре Эфроса и его актёрах заговорили как о художественном направлении.
В 1977 году в Театре на Малой Бронной произошли изменения. Директор Михаил Зайцев перешёл в театр им. Маяковского. На его место был назначен Николай Дупак, проработавший в этой должности ровно 500 дней. В 1978 году директором стал Илья Коган, которому предстояло управлять театром почти 30 лет.
Через год после назначения Когана Эфрос поставил неудачный спектакль «Дорога», подорвавший авторитет режиссёра. В 1981 год был отмечен успехом спектакля «Волки и овцы» в постановке Дунаева, с Антониной Дмитриевой в роли Мурзавецкой. Дунаева с его постановкой пригласили в ГДР, в театр города Ростока. Что касается Эфроса, то его постиг затяжной творческий кризис. Интерес зрителей к его работам падал, и в 1984 году после скандала с директором и труппой Эфрос ушёл в Театр на Таганке. Ушёл и Дунаев — в Московский театр миниатюр.
На Малой Бронной наступил длительный период режиссёрской «чехарды». 28 октября 1984 года главным режиссёром был назначен Евгений Лазарев, который проработал до 1987 года. С 1988 по 1990 годы эту должность занимал Владимир Портнов. В течение шести последующих лет главный режиссёр в театре и вовсе отсутствовал — действовала «режиссёрская коллегия» в лице Льва Дурова и Сергея Женовача.
В 1996 году Женовач стал единоличным художественным руководителем театра. Но уже в 1998 году, по истечении двухгодичного контракта и в результате обострившихся отношений с Коганом, он покинул пост. Ему на смену пришёл Андрей Житинкин. Через два года он также покинул театр после конфликта с Коганом и письма труппы, выразившей недовольство его работой.

### Современность
«В театре на Малой Бронной было по-разному. Нельзя однозначно сказать, что здесь было плохо или хорошо. Де-факто существовала ситуация, при которой худруки долго не задерживались. Коллектив находился вне какой-либо творческой ориентированности. Свои исторические проблемы есть у каждого театра, в нашем театре их тоже никто не отменял. Театр нуждался в успехе, в работе. Я изначально поставил перед собой задачу — предложить работу труппе, по возможности, привести в театр молодежь. Думаю, что-то мне удалось».

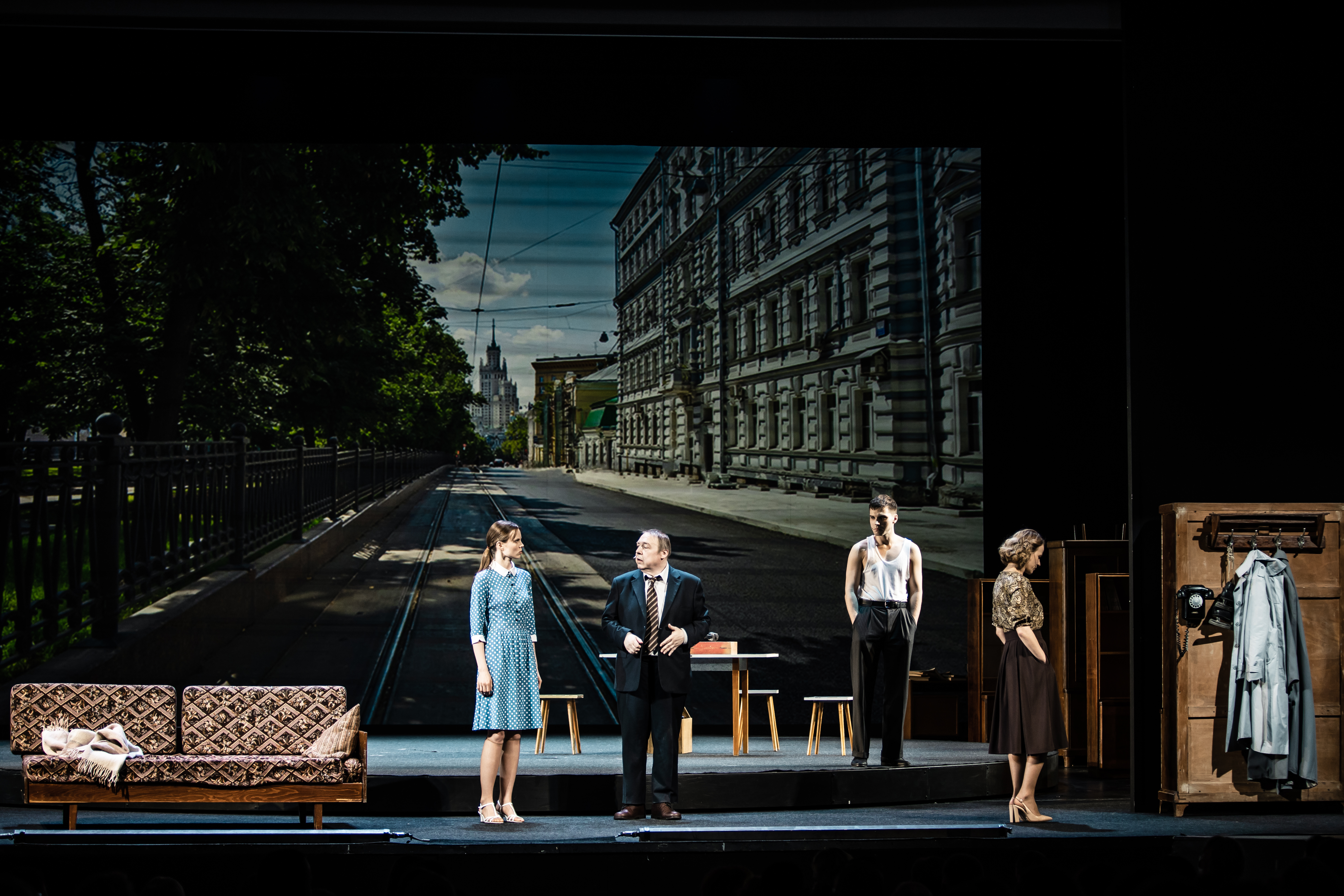
Спектакль Константина Богомолова «Дядя Лева» Театра на Бронной. На сцене актёры: Александра Ревенко, Александр Семчев, Даниил Чуп, Александра Ребенок

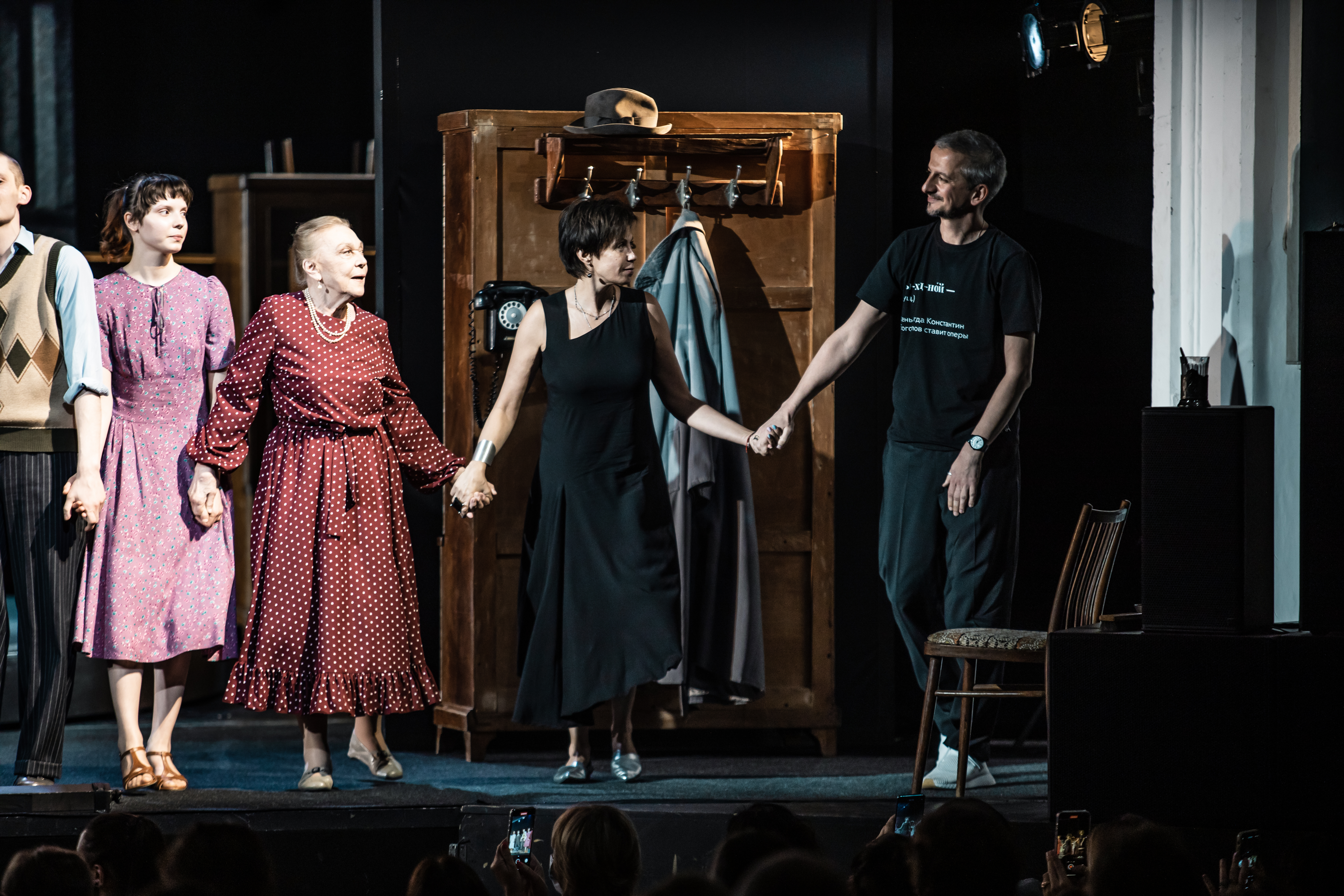
Поклоны спектакля Константина Богомолова «Дядя Лева» Театра на Бронной. На сцене: Микита Ильинчик, Василиса Перелыгина, Вера Майорова, Лариса Ломакина и Константин Богомолов

С 2003 по 2006 год главным режиссёром являлся народный артист СССР Лев Дуров. Он добровольно покинул пост, который передали Леониду Трушкину — основателю и худруку Театра Антона Чехова. В июне 2007 года Трушкин объявил на брифинге, что покидает театр.
Год назад Комитет по культуре Москвы пригласил меня на должность художественного руководителя театра на Малой Бронной. Сегодня я покидаю эту должность по собственному желанию. Сразу хочу оговориться, что никто меня из театра не выживал. Дело в том, что я не могу быть здесь полезным — меня пригласили к «больному», но «больной» оказался «покойником». Театры, к сожалению, как и люди, умирают.Леонид Трушкин
После его ухода в 2007 году театр возглавил Сергей Голомазов. В 2010 году в труппу приняли выпускников его актёрско-режиссёрского курса в Российской академии театрального искусства. В эти годы театр входил в десятку самых посещаемых театров Москвы. В сентябре 2013-го труппа высказала худруку претензии к его работе. Актёры старшего поколения были недовольны тем, что в спектаклях в основном была занята молодёжь.
В 2016 году в театре появилась малая сцена. В том же году в честь юбилея был открыт музей театра, прошла первая выставка «Театр на Малой Бронной: начало и современность», на которой представили исторические материалы, фотографии самых первых спектаклей театра, фотохронику гастролей и творческих встреч в 1960-70-х годах и многое другое. В июне того же года в СМИ распространили информацию, что после окончания контракта с Голомазовым новым режиссёром театра станет Владимир Панков, но она оказалась не достоверной, контракт с Голомазовым продлили.
В 2017 году театр принял участие в программе «Большие гастроли», в рамках которой совершил тур по 50 регионам России. В сентябре указом мэра Москвы артистам Театра на Малой Бронной Екатерине Дуровой и Геннадию Сайфулину было присвоено звание «Почетный деятель искусств города Москвы». В канун Нового года труппа представила спектакль «Особые люди», основанный на дневниках родителей, чьи дети страдают психическими заболеваниями и речевыми задержками в развитии, а все сборы от показов были направлены в Центр лечебной педагогики для детей с нарушениями развития.
В начале 2018 года в рамках фестиваля, посвященного 100-летию Андрея Гончарова в театре открылась выставка, рассказывающая о жизни и деятельности режиссёра, а главная сцена стала кинозалом, в котором демонстрировались его работы. В мае того же года коллектив вновь принял участие в программе «Большие гастроли» и отправился в тур по Северной Осетии, где показал пять своих спектаклей.
29 мая 2019 года театру был представлен новый главный режиссёр, им стал Константин Богомолов.
В начале 2020 года в здании Театра на Малой Бронной началась реконструкция, и все спектакли стали демонстрироваться труппой театра в театрально-концертном зале «Дворец на Яузе», по адресу: площадь Журавлёва, 1. 19 сентября 75-й театральный сезон был открыт премьерой спектакля «Бульба. Пир» Александра Молочникова.
В феврале 2021 года Елена Мироненко была назначена директором Театра на Малой Бронной. Инициатором этого назначения выступил художественный руководитель театра Константин Богомолов. Тандем директора и главного режиссёра приступил к реорганизации театра. Для решения этой задачи театр кардинально обновил репертуар — через привлечение молодых режиссёров, для которых были созданы благоприятные условия. Среди новых имён театра такие режиссёры-постановщики как Микита Ильинчик, Александр Молочников, Эдгар Закарян, Евгения Громова. Регулярно отмечается новыми работами на сцене театра и Константин Богомолов. С начала сезона, осенью 2021 года, Театр на Малой Бронной в публичном пространстве стал упоминаться как Театр на Бронной.
В октябре 2021 года спектакль «Благоволительницы» Микиты Ильинчика открывал фестиваль «Литература» в Омске. Той же осенью прошли первые гастроли театра в Казахстане. На сцене Театра «Астана Балет» состоялся показ спектакля Саши Денисовой «Человек Летучая Мышь против Леонида Ильича Брежнева» (новое название: «Бэтмен против Брежнева») в городе Нур-Султан. Гастроли театра со спектаклем «Женщина-змея» Олега Долина прошли в Новотроицке Оренбургской области, в Старом Осколе и Губкине Белгородской области, и в городе Железногорске Курской области. Спектакль Константина Богомолова «Бесы Достоевского» был показан в Новосибирске на Международном фестивале актуального театра ХАОС.
| - Историческая сцена и зрительный зал Театра на Бронной во время реконструкции, октябрь 2021 - Исторический балкон и потолок с лепниной - Фрагмент потолка с лепниной - Фрагмент лепнины на стене в историческом здании театра - Зрительный зал на этапе реконструкции |

К лету 2022 года директор Театра на Бронной Елена Мироненко планировала вернуть театр в историческое здание.
Весной 2022 года Театр на Бронной вернулся в историческое здание после проведения там ремонтно-реставрационных работ.
27 апреля 2022 года на обновленной сцене состоялась премьера спектакля «Таня» Константина Богомолова.
С июля 2023 года директором Театра на Бронной стала Валентина Яковлева.

### Сотрудничество
Театр активно присматривается к выпускникам разных театральных училищ и приглашает к себе молодых артистов.
Генеральные партнеры театра – Сбер, Фонд поддержки и развития современного театра им. Соломона Михоэлса и Благотворительный фонд Алишера Усманова «Искусство, наука и спорт».

## История здания на Малой Бронной
Здание Московского Драматического театра на Малой Бронной было возведено по частям в конце XIX — начале XX века в результате присоединения соседних строений к небольшому основному дому городской усадьбы Голицыных. Комплекс зданий принадлежали купцу второй гильдии Митрофану Самойловичу Романову (1841—1906), содержателю меблированных комнат. В 1881 году здесь было выстроено каменное трёхэтажное жилое здание доходного дома по проекту архитектора Василия Загорского.
Район пользовался популярностью у студенчества, поскольку здесь можно было снять дешёвое жильё. Студенты проводили время в трактире Романова «Скала», и для концертов и танцевальных вечеров купец решил построить отдельный зал. В 1893 году архитектор Николая Струков по заказу Романова подготовил проект нового трёхэтажного здания с театральным залом, примыкающего к жилому дому перпендикулярно Малой Бронной улице. При этом перестраивалось здание 1879 года постройки. Однако результат, по всей видимости, Романова не устроил, и владелец привлёк к переработке проекта другого архитектора — Ивана Поздеева. Новый проект был готов в 1893 году, но его реализацию прервал конфликт между владельцем и архитектором. В результате постройка проводилась в 1895—1896 годах под наблюдением архитектора Ивана Павловича Машкова. Концертный зал на 800 человек быстро снискал популярность у публики и, вместе со всем кварталом, был прозван «Романовкой» (Малая Бронная, 4, стр. 2).
В 1902 году было построено ещё одно здание дома «вспомоществования студентам Московского университета», по проекту архитектора Карла Гиппиуса. До 1917 года в нём находились столовая и бюро по найму студентов.
После Октябрьской революции в помещении зала «Романовка» проводились репетиции Московского художественного театра, а здании бывшей столовой располагались клубы московских извозчиков и торгово-промышленных служащих. В 1921 году архитектором Машковым был выполнен проект приспособления «Романовки» под Государственный Еврейский Камерный театр (позднее ГОСЕТ), переехавший на Малую Бронную в апреле 1922 года. В 1949 году ГОСЕТ был закрыт, а с 1951 года в здании располагался Театр сатиры. Наконец, в 1962 году в здание въехал Московский театр драмы — будущий Театр на Малой Бронной.
В 1960—1980-х годах к зданию театра были присоединены соседние постройки, в которых размещались производственные мастерские. Здание столовой было отведено под административные нужды театра. В 1974 году в главном здании было расширено фойе. На месте, где раньше располагалась декорационная мастерская, организовали буфет. Фасад театра был облицован естественным камнем, была проведена перепланировка вестибюля, над входом сооружён блестящий козырёк.
В 1980 году на месте бывшей студенческой столовой открылся малый зал. Он вмещал 100—150 мест и выделялся сценой-ареной, с четырёх сторон окружённой местами для зрителей.
Главный дом усадьбы Голицыных с флигелями — доходный дом М. С. Романова с магазинами (ул. Малая Бронная, 2/7), а также жилой флигель с концертным залом «Романовка» (главное здание Театра на Бронной) — доходный дом с конторами (ул. Малая Бронная, 4 стр. 2) отнесены к объектам культурного наследия регионального значения. Дом «Общества для пособия нуждающимся студентам Императорского Московского Университета» (административное здание Театра на Бронной: ул. Малая Бронная, 4 стр. 2) — отнесён к выявленным объектам культурного наследия.

## Руководство
| Директора - Леонтий Егорычев (1 сентября 1945—1952 год) - Михаил Зайцев (по 1977 год) - Николай Дупак (с 1977 по 1978 год, был директором ровно 500 дней). - Илья Коган с 1978 по 2007 год - Константин Чернышёв с 2007 по 2021 год - Елена Мироненко с 2021 по 2023 год . - Валентина Яковлева с 2023 года | Художественные руководители и главные режиссёры - Сергей Майоров с 1945 по 1957 год - Илья Судаков с 1957 по 1958 год - Андрей Гончаров с 1958 по 1965 год - Виктор Карлович Монюков (Франке) с 1965 по 1966 год - Александр Дунаев с 1968 по 1984 год - Евгений Лазарев с 1984 по 1987 год - Владимир Портнов с 1988 по 1990 год - С 1991-го — режиссёрская коллегия: Лев Дуров и Сергей Женовач - Сергей Женовач с 1996 по 1998 год - Андрей Житинкин с 2001 по 2003 год - Лев Дуров с 2003 по 2006 год - Леонид Трушкин с 2006 по 2007 год - Сергей Голомазов с 2007 по 29.05.2019 года - Константин Богомолов с 29.05.2019 |

## Труппа

### Действующая труппа
- Антоненко-Луконина Анна
- Бабичева Вера
- Богословская Лариса Сергеевна
- Варшавская Юлиана Тимофеевна[71]
- Варшавский Дмитрий Александрович
- Ведерникова Ольга Юрьевна
- Верник Григорий Игоревич
- Веселкина Лина Николаевна
- Виноградова Александра Сергеевна
- Вознесенская Юлия Михайловна
- Голубков Александр Владимирович
- Гурьянов Дмитрий Николаевич
- Гурьянова (Грачева) Дарья Борисовна
- Долженков Владислав Викторович
- Енжаева Яна Андреевна
- Ершов Владимир Александрович
- Зайнуллин Денис Ильдарович
- Ильинчик Никита Дмитриевич
- Калимуллина Диляра Рустемовна
- Кизас Сергей Алексеевич
- Кречетова Татьяна
- Кузнецов Олег Дмитриевич
- Куличков Дмитрий Сергеевич
- Лакирев Виктор
- Лозовая Татьяна Павловна
- Майорова Вера
- Макаров Александр Прокофьевич
- Мильграм Артемий Борисович
- Найденов Никита Игоревич
- Нигамедзянов Аскар Анварович
- Николаева Александра Игоревна
- Николаева Ольга Владимировна
- Никулин Александр Степанович
- Огай Диана
- Ошуркова Татьяна Александровна
- Парамонова (Тужаева) Лариса Арбиевна
- Парфёнов Сергей
- Патокина Анна Дмитриевна
- Перелыгина Василиса Сергеевна
- Рогожин Андрей Анатольевич
- Сайфулин Геннадий Рашидович
- Сирина Ольга Ивановна
- Субботин Андрей Михайлович
- Тарасов Иван Алексеевич
- Тележинский Леонид Леонидович
- Терешко Александр Николаевич
- Тимакова Татьяна Алексеевна
- Трейстер Ксения Вячеславовна
- Федорова Елена Ивановна
- Хмельницкая Людмила Матвеевна
- Храбров Владимир Владимирович
- Цигаль-Полищук Мариэтта Сергеевна
- Цурский Дмитрий Анатольевич
- Чуп Даниил Иванович
- Шабалтас Иван
- Шумакова Мария Вениаминовна
- Шумский Александр Игоревич
- Шуткин Максим Игоревич
- Яворский Владимир Вячеславович
- Янычева Мария Дмитриевна

### Приглашенные актеры
- Антипенко Григорий[72]
- Барановский Егор
- Бардина Любовь
- Барабанов Илья
- Баранчеев Пётр
- Богданович Глеб
- Варнава Екатерина[73]
- Верник Игорь[74]
- Вертков Алексей
- Воронов Алексей
- Губин Артем
- Дубакина Екатерина
- Епишев Сергей
- Ефремов Никита
- Зингер Екатерина
- Ивашова Евгения
- Карпова Мария
- Касьянов Михаил
- Кошкина Яна
- Кубеция Геннадий
- Лавровская Стефания
- Лавут Александр
- Лапшина Ольга
- Ломоносова Ольга
- Лысенко Никита
- Месхи Гела
- Миримская Лина
- Миримская Алеша-Каприна
- Миркурбанов Игорь
- Мытражик Анастасия
- Новикова Клара
- Орел Марина
- Первушина Светлана
- Пересильд Юлия Сергеевна
- Полунин Александр
- Полунин Дмитрий
- Ребенок Александра[49]
- Семчев Александр[75]
- Смирнов Егор
- Старшенбаум Ирина
- Стычкин Евгений
- Терехов Андрей
- Тхагалегова Мариам
- Филь-Миримский Север
- Яворская Евдокия

### Бывшие участники труппы
- Абрамов Валентин
- Агеев Константин
- Александров Иван Николаевич
- Андрианова Мария Ивановна
- Аристов Николай Николаевич
- Асташевич Дмитрий
- Багинян Юрий Владимирович
- Баландин Владислав Фёдорович
- Барашков Лев Павлович
- Баталов Сергей
- Бобров Александр
- Богданова Людмила
- Борисов Лев Иванович
- Бочкарёв Василий Иванович
- Броневой Леонид
- Вавилов Олег Михайлович
- Васильев Виктор Константинович
- Васин Анатолий Фёдорович
- Владимирская Жанна Аркадьевна
- Гафт Валентин Иосифович
- Глазкова Мария
- Кирилл Глазунов
- Грачёв Анатолий Дмитриевич
- Гончаров Андрей
- Громов Иван
- Гулая Инна Иосифовна
- Гуськов Алексей Геннадиевич
- Давыдов Тигран Ефимович
- Даль Олег
- Демьяненко Александр Сергеевич
- Державин Михаил Михайлович
- Дмитриева Антонина Ивановна
- Дубровская (Исайкина) Анна Леонардовна
- Дурова Екатерина
- Дуров Лев
- Енютина Вера Вячеславовна
- Ефимов Александр
- Жирнов Сергей
- Зорич Зинаида Николаевна
- Зайнуллин Денис Ильдарович
- Ибрагимова Алёна
- Иванцова Алла
- Измайлов Олег Михайлович
- Изотов Владимир Викторович
- Ильин Юрий Борисович
- Ильченко Даниил
- Каневский Леонид
- Кастрель Исаак
- Катин-Ярцев Юрий
- Качан Владимир
- Кашинцев, Игорь Константинович
- Киндинова Наталья Арсеньевна
- Кириенко Зинаида
- Кириллова Раиса
- Козаков Михаил
- Кирилл Козаков
- Колин (Гросс) Иосиф
- Коренева Елена
- Котов Александр
- Кравинский Константин
- Краснопольский Алексей Сергеевич
- Круглый Лев Борисович
- Кудрявцев Борис Константинович
- Кузнецов Александр Константинович
- Кузнецова Зоя Алексеевна
- Лавренов Данил
- Лазарев Евгений Николаевич
- Лазарева Нелли
- Ларченко Олег
- Лебедев Александр Степанович
- Левинсон Оксана Борисовна
- Лузина Дарья
- Лихачев Юрий Алексеевич
- Любшин Станислав Андреевич
- Лямпе Григорий Моисеевич
- Макаревич Иван
- Макеев Николай Константинович
- Маркина Надежда Константиновна
- Маркова Анна
- Мартынов Андрей Леонидович
- Мартынюк Георгий
- Матвеева Альбина
- Медведева Наталья Павловна
- Мильтон-Краснопольская Эмилия Давыдовна
- Москаленко Виталий Николаевич
- Назаров Геннадий Геннадиевич
- Немоляева Анастасия Николаевна
- Николаев Артемий
- Николаева Ольга
- Никомаров Наум Давидович
- Новиков Владимир Васильевич
- Остроумова Ольга
- Перевалов Евгений
- Перепёлкина Людмила Алексеевна
- Перов Юрий Георгиевич
- Песелев Аркадий Михайлович
- Петренко Алексей Васильевич
- Пилюс Антонина Ивановна
- Платов Всеволод Николаевич
- Платонов Леонид Васильевич
- Полякова Людмила Петровна
- Попов Валентин Васильевич
- Постников Михаил Николаевич
- Преснецов Алексей Мефодьевич
- Приселков Сергей Александрович
- Рогачёв Игорь Викторович
- Розанова Ирина Юрьевна
- Румянцева Любовь Григорьевна
- Ручковская Таисия
- Сагунова Анастасия
- Салопин Никита
- Салтыковская Виктория Васильевна
- Самбурская Настасья Аниславовна
- Самойленко, Александр Валерьянович
- Санько Ёла Ивановна
- Сачков Егор
- Свенцицкий Анатолий Борисович
- Свобода Борис Алексеевич
- Сердюк Дмитрий
- Сердцева Маргарита Александровна
- Серебренников Николай Николаевич
- Серова Сюзанна Павловна
- Симонов Рубен Евгеньевич
- Смирнова Ольга
- Смелкова Валентина Васильевна
- Смирнитский Валентин Георгиевич
- Соколовский Семён Григорьевич
- Сперанская Елизавета Зиновьевна
- Спивак Анатолий Израилевич
- Спиваковский Даниил
- Страхов Даниил Александрович
- Суфимова Гертруда Александровна
- Сухаревская Лидия Петровна
- Тарамаев Сергей Иванович
- Татаренков Никита Дмитриевич
- Тенин Борис Михайлович
- Тимофеева-Летуновская Светлана Львовна
- Тхагалегов Юрий
- Фёдоров Петр Евгеньевич
- Фигловская Галина Викторовна
- Хворов Андрей Геннадьевич
- Хмельницкая Людмила Матвеевна
- Чиркова Евгения Евгеньевна
- Шворин Александр Борисович
- Швыдкая Марина Александровна
- Шевкуненко Сергей Юрьевич
- Ширвиндт Александр Анатольевич
- Ширшов Александр Григорьевич
- Шульц Александр
- Шутова Ливия Васильевна
- Щербаков Аркадий Александрович
- Яковлев Сергей Сергеевич
- Яковлева Ольга
- Янковский Игорь[29][76]

### Художники и композиторы
| Композиторы - Евгения Шевлягина - Фаустас Латенас - Елена Паршикова - Инна Плеханова - Алексей Шелыгин - Григорий Гоберник - Ави Беньямин | Художники - Алексей Фроленков - Вера Никольская - Яся Рафикова - Андрей Абрамов - Андрей Ребров - Николай Симонов - Ольга Рябушинская - Андрей Изотов - Мария Данилова - Виктор Шилькрот - Наталья Войнова - Сергей Шевченко - Мариус Яцовскис - Евгения Панфилова - Алексей Порай-Кошиц - Виктория Севрюкова - Михаил Краменко - Наталия Каневская - Константин Розанов - Янина Кремер - Геннадий Бирюшов - Лариса Ломакина - Борис Лысиков - Анна Федорова - Алексей Вотяков - Нарек Туманян - София Егорова - Станислав Морозов - Антон Поморев - Никас Сафронов - Николай Тютчев - Антон Стихин |

## Постановки
- 1946 — «Золотой обруч» М. Э. Козакова и А. Б. Мариенгофа
- 1946 — «За Камой-рекой» Тихонова
- 1946 — «Поздняя любовь» А. Н. Островского, Реж.: С. А. Майоров
- 1947 — «Депутат-Профессор Полежаев» Л. Н. Рахманова, Реж.: С. А. Майоров
- 1947 — «Там, где не было затемнения» Семёнова, Реж.: С. А. Майоров
- 1947 — «Верность»
- 1947 — «Пути-дороги»
- 1948 — «Чайка» по Бирюкову, Реж.: С. А. Майоров
- 1948 — «Вас вызывает Таймыр» А. А. Галича и К. Ф. Исаева
- 1948 — «Не в свои сани не садись» А. Н. Островского
- 1948 — «Жили три друга»
- 1948 — «Студенты»
- 1948 — «Двадцать лет» Рагозинской
- 1949 — «Вокруг ринга» Билль-Белоцерковского
- 1949 — «Девушка с кувшином» Лопе де Вега, Реж.: С. А. Майоров[79]
- 1949 — «Синий фарфор» А. П. Григулиса, Постановка: Н. Б. Лойтер
- 1949 — «На бойком месте»
- 1949 — «Светит, да не греет»
- 1950 — «Южнее 38 параллели» Тхай Дян Чуна, Реж.: С. А. Майоров
- 1950 — «Сильные духом» Д. Н. Медведева и А. Б. Гребнева, Реж.: В. В. Бортко
- 1951 — «Братья» А. Д. Салынского, Реж.: С. А. Майоров
- 1951 — «Канун грозы» Маляревского, Реж.: С. А. Майоров
- 1952 — «Назар Стодоля» Т. Г. Шевченко, Реж.: В. В. Бортко
- 1953 — «Двенадцатая ночь, или Что угодно» У. Шекспира, Реж.: В. В. Бортко
- 1953 — «Не называя фамилий» В. Минко, Реж.: В. В. Бортко
- 1954 — «Поддубенские частушки» С. Антонова, Реж.: С. В. Разумов
- 1954 — «Мёртвая хватка» Д. Голсуорси, Реж.: С. А. Майоров
- 1955 — «Коварство и любовь» Шиллера
- 1955 — «Грач — птица весенняя» Мстиславского, Реж.: С. А. Майоров
- 1956 — «Человек с портфелем» Файко, Реж.: С. А. Майоров
- 1957 — «Все мои сыновья» Артура Миллера, Режиссёр: И. Я. Судаков
- 1957 — «Под чужим именем» Б. И. Левантовской, Реж.:
- 1958 — «Беспокойное наследство» К. Я. Финна, Режиссёр: Петр Фоменко
- 1958 — «Пути-дороги» Фёдорова
- 1958 — «Начало жизни» Финна
- 1959 — «Сердце девичье затуманилось» В. А. Курочкина и Б. И. Равенских, Режиссёр: Б. И. Равенских
- 1959 — «Вид с моста» А. Миллера. Режиссёр: Андрей Гончаров
- 1960 — «Закон зимовки» Б. Л. Горбатова. Режиссёр: Андрей Гончаров
- 1960 — «Комедии о Фроле Скобееве» по Д. В. Аверкиеву. Режиссёр: Михаил Буткевич
- 1961 — «Волнолом» Ю. Ф. Эдлиса. Режиссёр: Андрей Гончаров
- 1961 — «Третья голова» М. Эме. Режиссёр: Андрей Гончаров
- 1961 — «Один год» по Ю. П. Герману, Режиссёр: Петр Фоменко
- 1962 — «Аргонавты» Ю. Ф. Эдлиса. Режиссёр: Андрей Гончаров
- 1962 — «Свадьба брачного афериста» О. Данека, Режиссёр: М. Бровкин
- 1963 — «Мятеж неизвестных» Г. А. Боровика. Режиссёр: Андрей Гончаров
- 1963 — «Мать» К. Чапека
- 1963 — «Храбрые музыканты» П. Устинова
- 1964 — «Жив человек» В. Е. Максимова. Режиссёр: Андрей Гончаров
- 1964 — «Царь-водокрут» Е. Л. Шварца
- 1964 — «Судьба-индейка» А. В. Сафронова, Режиссёр: Б. Виноградов, рук. постановки: А. Гончаров, худ.: Э. Змойро (премьера — 11 декабря 1964)
- 1965 — «Физики и лирики» Я. И. Волчека. Режиссёр: Андрей Гончаров
- 1965 — «Визит дамы» Ф. Дюрренматта. Режиссёр: Андрей Гончаров
- 1966 — «Беспокойный юбиляр» В. Раздольского Режиссёр: В. Монюков
- 1967 — «Братская ГЭС» Евгения Евтушенко, Режиссёр: А. Паламишев
- 1967 — «Три сестры» А. П. Чехова. Режиссёр А. В. Эфрос. Художники В. Дургин, А. Чернова[80].
- 1968 — «Обольститель Колобашкин» Э. Радзинского. Режиссёр А. В. Эфрос. Художники В. Дургин, А. Чернова.
- 1968 — «Как вам это понравится» У. Шекспира, Режиссёр: Петр Фоменко
- 1968 — «Платон Кречет» А. Е. Корнейчука. Режиссёр А. В. Эфрос. Художники В. Дургин, А. Чернова.
- 1968 — «Дорогой мой человек» Ю. П. Германа
- 1968 — «Уйти, чтобы остаться» И. Штемлера
- 1969 — «Счастливые дни несчастливого человека» А. Арбузова. Режиссёр А. В. Эфрос. Художник В. Петров.
- 1969 — «Мореход» Е. Шанявского
- 1969 — «Золотая карета» Л. М. Леонова, Режиссёр: А. Дунаев
- 1970 — «Ромео и Джульетта» Уильяма Шекспира. Режиссёр А. В. Эфрос. Художники В. Дургин, А. Чернова
- 1970 — «Трибунал» А. Е. Макаёнка, Режиссёры: А. Л. Дунаев и Лев Дуров
- 1970 — «Дело, которому ты служишь» Ю. Германа (28 апреля 1970 — премьера)
- 1970 — «На балу удачи» Л. П. Сухаревской, Е. Л. Якушкиной, Режиссёр: А. Дунаев
- 1970 — «Королевские цветы» Н. Светозаровой, А. Щербаковой (по мотивам сказки Дж. Родари «Джакомо-стеклышко»)
- 1970 — «Сказки старого Арбата» А. Н. Арбузова. Режиссёр А. В. Эфрос. Художник Д. Л. Боровский. (премьера — 10 декабря 1970)
- 1971 — «Не беспокойся, мама!» Н. В. Думбадзе
- 1971 — «Человек со стороны» И. М. Дворецкого. Режиссёр А. В. Эфрос.
- 1972 — «Не от мира сего» А. Н. Островского, Постановка: А. Л. Дунаев, Режиссёр: В. Н. Лакирев
- 1972 — «Брат Алеша» В. С. Розова по мотивам романа Ф. Достоевского «Братья Карамазовы». Режиссёр А. В. Эфрос. Художник В. Паперный. (премьера — 22 февраля 1972)
- 1973 — «Ситуация» В. Розова. Режиссёр А. В. Эфрос. Художник В. Паперный.
- 1973 — «Общественное мнение» А. Баранги
- 1973 — «Своей дорогой» Р. И. Ибрагимбекова
- 1973 — «Дон Жуан» Ж.-Б. Мольера. Режиссёр А. В. Эфрос. Художник Д. Л. Боровский. (премьера — 14 июня 1973)
- 1974 — «Покровские ворота» Л. Г. Зорина, Режиссёр: Михаил Козаков
- 1975 — «Лёнушка» Л. М. Леонова
- 1975 — «Рассказ от первого лица» А. Гребнева, Режиссёр: Е. Радкевич
- 1975 — «Женитьба» Н. В. Гоголя. Режиссёр А. В. Эфрос. Художник В. Левенталь.
- 1975 — «Снятый и Назначенный» Я. И. Волчека (совместно с Л. Дуровым). Режиссёр А. В. Эфрос. Художник В. Серебровский.
- 1976 — «Отелло» У. Шекспира. Режиссёр А. В. Эфрос. Художник Д. А. Крымов. (премьера — 22 октября 1976)
- 1976 — «Варвары» М. Горького, Режиссёр: А. Л. Дунаев
- 1977 — «Враги» М. Горького, Режиссёр: А. Л. Дунаев
- 1977 — «Месяц в деревне» И. С. Тургенева. Режиссёр А. В. Эфрос. Художник Д. А. Крымов. (премьера — 21 апреля 1977)
- 1977 — «Обвинительное заключение» Н. Думбадзе. Режиссёр: Лев Дуров, Художник: Виктор Дургин
- 1977 — «Если…» Режиссёры: А. Дунаев, Г. Сайфулин
- 1978 — «Занавески» М. Варфоломеева. Режиссёр: Лев Дуров, Художник: Виктор Дургин (премьера — 19 августа 1978)
- 1978 — «Веранда в лесу» И. М. Дворецкого. Режиссёр А. В. Эфрос. Художники Д. и Л. Булановы.
- 1979 — «Продолжение Дон Жуана» Э. Радзинского. Режиссёр А. В. Эфрос. Художник В. Комолова.
- 1979 — «Жестокие игры» А. Н. Арбузова, Режиссёр: Лев Дуров, Художник: Виктор Дургин
- 1979 — «Дорога» по «Мёртвым душам» Н. В. Гоголя. Режиссёр А. В. Эфрос. Художник В. Левенталь.
- 1979 — «Впервые замужем» П. Нилина, Режиссёр: В. Портнов
- 1979 — «Лунин, или смерть Жака…» Эдварда Радзинского, Режиссёр: А. Дунаев
- 1981 — «Волки и овцы» А. Н. Островского, Режиссёр: А. Л. Дунаев
- 1981 — «Вкус меда» Ш. Делани, Режиссёр: Спивак Анатолий Израилевич
- 1981 — «Лето и дым» Т. Уильямса. Режиссёр А. В. Эфрос. Художник Д. А. Крымов.
- 1981 — «А всё-таки она вертится» А. Хмелика. Режиссёр Лев Дуров, Художник: Виктор Петров (премьера — 21 марта 1981)
- 1982 — «Весельчаки» Нила Саймона. Режиссёр Лев Дуров, Художник: Виктор Петров (премьера — 12 мая 1982)
- 1982 — «Солнце в лицо» М. Траата, Режиссёр: Мик Миккивер
- 1982 — «Врачи» (Черная пилюля) Р. Хоххута, Режиссёр: Ханс-Ансельм Пертен (ГДР)
- 1982 — «Воспоминание» А. Н. Арбузова. Режиссёр А. В. Эфрос. Художник Д. А. Крымов.
- 1982 — «Три сестры» А. П. Чехова. Режиссёр А. В. Эфрос. Художник В. Я. Левенталь.
- 1982 — «Наваждение» А. Галин, Режиссёр: В. Саркисов
- 1983 — «Равняется четырём Франциям» А. Мишарин, Режиссёр: А. Л. Дунаев
- 1983 — «Золушка» Е. Л. Шварца. Режиссёр Лев Дуров (премьера — 30 октября 1983)
- 1983 — «Наполеон Первый» Ф. Брукнера. Режиссёр А. В. Эфрос. Художник Д. А. Крымов.
- 1983 — «Пять романсов в старом доме» В. Арро, Режиссёры: А. Л. Дунаев и Г. Р. Сайфулин
- 1984 — «Концерт по заявкам» Л. Корсунского. Режиссёр Лев Дуров (премьера — 25 июня 1984)
- 1984 — «Директор театра» И. Дворецкого
- 1984 — «Элегия» П. Павловского, Режиссёр: А. Зариковский
- 1984 — «Вариации феи Драже» А. Кутерницкого, Режиссёр: Спивак Анатолий Израилевич
- 1984 — «Вы чьё, старичьё?» Б. Васильева. Режиссёр: Евгений Лазарев, Худ.: Сергей Бархин
- 1985 — «Детектив каменного века» А. Володина, Режиссёр: Е. Лазарев
- 1985 — «…Любящий Вас Коля» (Юная Русь) В. Москаленко, Режиссёр: В. Драгунов
- 1985 — «Оркестр» Жана Ануя, Режиссёр Лев Дуров (премьера — 18 июня 1985)
- 1987 — «Левый мастер» А. Буравского. Режиссёр Лев Дуров, Художник: Николай Эпов
- 1987 — «Одна калория нежности» Г. Данаилов, Режиссёр: Г. Р. Сайфулин
- 1988 — «Ксантиппа и этот, как его…» С. И. Алёшина. Режиссёр Лев Дуров, Художник: Николай Эпов (премьера — 17 февраля 1988)
- 1989 — «После бенефиса» А. П. Чехова, А. В. Эфроса. Режиссёр Лев Дуров
- 1980-е годы —— «Лунин или смерть Жака» Э. Радзинского(также в 1986 году был снят фильм-спектакль с тем же актёрским составом)
- 1991 — «Событие» В. В. Набокова, Режиссёр: А. Сагальчик
- 1991 — «Жиды города Питера, или невесёлые беседы при свечах» братьев Стругацких, Режиссёр Лев Дуров, Художник: засл. худ. Николай Эпов (премьера — 4 октября 1991)
- 1992 — «Лес» А. Н. Островского, Режиссёр: Лев Дуров, Художник: засл. худ. Николай Эпов
- 1992 — «Король Лир» У. Шекспира, Режиссёр: Сергей Женовач
- 1992 — «Пучина» по А. Н. Островского и мелодраме В. Дюканжа и М. Дино «Тридцать лет, или Жизнь игрока», Режиссёр: Сергей Женовач
- 1993 — «Жорж Данден, или Одураченный муж» Ж.-Б. Мольер, Режиссёр: Б. Ставров (Македония)
- 1993 — «Мельник — колдун, обманщик и сват» А. О. Аблесимова, Режиссёр: Сергей Женовач
- 1993 — «Леший» А. П. Чехова, Режиссёр: Сергей Женовач
- 1994 — «Полонез Огинского» Н. Коляды, Режиссёр: Лев Дуров (премьера — 1 марта 1994)
- 1994 — «Цианистый калий… с молоком или без?» Х.-Х. А. Мильян, Режиссёр: В. Н. Лакирев
- 1994 — «Мое загляденье» Алексея Арбузова, Режиссёр: Артем Хряков
- 1995 — «Идиот» по роману Ф. М. Достоевского («Бесстыжая», «Рыцарь бедный», «Русский свет»), Режиссёр: Сергей Женовач
- 1996 — «Дорога в Нью-Йорк» Л. Малюгина, Режиссёр: Лев Дуров (премьера — 27 апреля 1996)
- 1996 — «Маленькие комедии» по одноактным пьесам И. С. Тургенева («Завтрак у предводителя», «Провинциалка», «Разговор на большой дороге»), Режиссёр: Сергей Женовач
- 1997 — «Пять вечеров» А. М. Володина, Режиссёр: Сергей Женовач
- 1997 — «Страсти по Торчалову» Никиты Воронова, Режиссёр: Лев Дуров (премьера — 15 октября 1997)
- 1998 — «Ночь перед рождеством» Н. В. Гоголя, Режиссёр: Сергей Женовач (премьера — 13 марта 1998)
- 1998 — «Путешествие без багажа» Ж. Ануй, Режиссёр: В. Харченко
- 1999 — «Нижинский сумасшедший божий человек» Г. Бламстейн, Режиссёр: А. А. Житинкин
- 1999 — «Пляска смерти» А. Стриндберга (премьера — 24 сентября 1999)
- 1999 — «Пианино в траве» Ф. Сагана (премьера — 30 сентября 1999)
- 2000 — «Лиса и виноград» (Эзоп), Режиссёр: Лев Дуров (премьера — 4 апреля 2000)
- 2000 — «Доктор Фауст» К. Марло, Режиссёр: И. Древалев (премьера — 16 мая 2000)
- 2001 — «Король, дама, валет» В. В. Набокова, Режиссёр: Юрий Йоффе (премьера — 27 марта 2001)
- 2001 — «Портрет Дориана Грея» Оскара Уайльда, Режиссёр: Андрей Житинкин (премьера — 1 сентября 2001)
- 2001 — «Лулу» Ф. Ведекинда, Режиссёр: Андрей Житинкин (премьера — 23 ноября 2001)
- 2001 — «Метеор» Ф. Дюрренматта, Режиссёр: Андрей Житинкин (премьера — 23 декабря 2001)
- 2002 — «Калигула» Альбера Камю, Режиссёр: Андрей Житинкин (премьера — 25 мая 2002)
- 2002 — «Нежданный гость» Агаты Кристи, Режиссёр: Виктор Лакирев (премьера — 27 сентября 2002)
- 2003 — «Анна Каренина» Толстого, Режиссёр: Андрей Житинкин (премьера — 16 февраля 2003)
- 2003 — «Дети?!» А. Найденова, Режиссёр: Лев Дуров (премьера — 27 сентября 2003)
- 2004 — «Славянские безумства» Бронислава Нушича, Режиссёр: Роман Самгин (премьера — 30 января 2004)
- 2004 — «Учитель ритмики» Екатерины Садур, Режиссёр: Владимир Агеев (премьера — 16 апреля 2004)
- 2004 — «Приглашение в партер» Владимира Жеребцова, Режиссёр: Лев Дуров (премьера — 25 сентября 2004)
- 2005 — «Веселая жизнь и грустная смерть французской артистки Адриенны Лекуврер» Эжена Скриба, Режиссёр: Роман Самгин (премьера — 5 февраля 2005)
- 2005 — «Мисс Жюли» Августа Стриндберга, Режиссёр: Андрей Кончаловский (премьера — 26 февраля 2005)
- 2005 — «HOT DOG» по мотивам повести Булгакова «Собачье сердце», Режиссёр: Дмитрий Петрунь (премьера — 22 октября 2005)
- 2006 — «Кавалер роз» И. Нестроя. Режиссёр: Роман Самгин (премьера — 11 марта 2006)
- 2006 — «Подводная лодка в степях Украины» Юрия Юрченко, Режиссёр: Алексей Литвин (премьера — 15 августа 2006)
- 2007 — «Горячее сердце» А. Н. Островского, Режиссёр: Роман Самгин (премьера — 23 февраля 2007)
- 2007 — «Русский джокер» Франсуазы Саган, Режиссёр: Леонид Трушкин (премьера — 16 марта 2007)
- 2007 — «Много шума из ничего» Уильяма Шекспира, Режиссёр: Константин Богомолов (премьера — 27 апреля 2007)
- 2007 — «Тайна старого шкафа» Александра Шаврина, Режиссёр: Алексей Фроленков (премьера — 27 декабря 2007)
- 2008 — «Плутни Скапена» Жана-Батиста Мольера, Режиссёр: Сергей Голомазов (премьера — 4 апреля 2008)
- 2008 — «Я не Раппапорт» Эрба Гарднера, Режиссёр: Лев Дуров (премьера — 15 августа 2008)
- 2008 — «Концерт для белых трубочистов» Джо Ортона, Режиссёр: Сергей Голомазов (премьера — 20 декабря 2008)
- 2009 — «Аркадия» Тома Стоппарда, Режиссёр: Сергей Голомазов (премьера — 7 августа 2009)
- 2009 — «КИНОМАНИЯ.band» Режиссёр: Аида Хорошева (премьера — 3 октября 2009)
- 2009 — «Варшавская мелодия» Леонида Зорина, Режиссёр: Сергей Голомазов (премьера — 28 ноября 2009)
- 2009 — «Принц Каспиан» Клайва Стейплза Льюиса, Режиссёр: Сергей Посельский (премьера — 20 декабря 2009)
- 2010 — «Поздняя любовь» Исаака Башевис Зингера, Режиссёр: Евгений Арье (премьера — 17 августа 2010)
- 2010 — «Наш человек в Гаване» Грэма Грина Режиссёр: Алексей Фроленков (премьера — 15 октября 2010)
- 2010 — «Ревизор» Н. В. Гоголя, Режиссёр: Сергей Голомазов (премьера — 26 ноября 2010)
- 2011 — «Бесы. Сцены из жизни Николая Ставрогина» Ф. М. Достоевского, Режиссёр: Олег Ларченко (премьера — 18-19 марта 2011)
- 2011 — «Палата № 6» Антона Чехова, Режиссёр: Сергей Голомазов, Артемий Николаев (премьера — 13 сентября 2011)
- 2011 — «Тартюф» Жана-Батиста Мольера, Режиссёр: Павел Сафонов (премьера — 5 ноября 2011)
- 2011 — «Буря» Уильяма Шекспира, Режиссёр: Лев Дуров, Игорь Древалев (премьера — 23 декабря 2011)
- 2012 — «Коломба, или «Марш на сцену!» Жана Ануя, Режиссёр: Сергей Голомазов (премьера — 8 марта 2012)
- 2012 — «Белка» Анатолия Кима, Режиссёр: Екатерина Гранитова (премьера — 1 ноября 2012)
- 2012 — «Почтигород» Джона Кариани, Режиссёр: Сергей Голомазов (премьера — 14 декабря 2012)
- 2013 — «Канкун» Жорди Гальсерана, Режиссёр: Сергей Голомазов (премьера — 14 декабря 2013)
- 2014 — «Ретро» Александр Галина, Режиссёр: Юрий Иоффе (премьера — 5 апреля 2014)
- 2014 — «Сирано де Бержерак» Эдмона Ростана, Режиссёр: Павел Сафонов (премьера — 17 октября 2014)
- 2014 — «Формалин» Анатолия Королева, Режиссёр: Сергей Голомазов (премьера — 28 ноября 2014)
- 2015 — «Васса» Максима Горького, Режиссёр: Вячеслав Тыщук (премьера — 8 августа 2015)
- 2015 — «Яма» Александра Куприна, Режиссёр-хореограф: Егор Дружинин (премьера — 17 октября 2015)
- 2016 — «Кроличья нора» Дэвида Линдси-Эбейра, Режиссёр: Сергей Голомазов (премьера — 12 февраля 2016)
- 2016 — «Особые люди» Александра Игнашова. Режиссёр: Сергей Голомазов (премьера — 4 марта 2016, Малая сцена)
- 2016 — «Разговоры после прощания» Ясмины Реза, Режиссёр: Михаил Станкевич (премьера — 10 августа 2016, Малая сцена)
- 2016 — «Подлинная история фрекен Бок» Режиссёр: Егор Арсенов (премьера — 28 августа 2016 Малая сцена)
- 2016 — «Деревья умирают стоя» Алехандро Касона Режиссёр: Юрий Иоффе (премьера — 26 ноября 2016)
- 2016 — «Княжна Марья» по роману Льва Толстого «Война и мир». Режиссёр: Сергей Посельский (премьера — 14 декабря 2016, Малая сцена)
- 2017 — «Белые ночи» Федора Достоевского. Режиссёр: Геннадий Сайфулин (премьера — 5 февраля 2017, Малая сцена)
- 2017 — «Салемские ведьмы» Артура Миллера. Режиссёр: Сергей Голомазов (премьера — 20 апреля 2017)[81][82][1][29]
- 2017 — «Горе от ума» Александра Грибоедова. Режиссер: Павел Сафонов (премьера — 22 декабря 2017)[83]
- 2017 — «Салемские ведьмы» Артура Миллера. Режиссер: Сергей Голомазов (премьера — 20 апреля 2017)[84]
- 2018 — «Самоубийца» Николая Эрдмана. Режиссер: Екатерина Дубакина (премьера — 4 апреля 2018)[85]
- 2018 — «Тиль» Григория Горина. Режиссер: Сергей Голомазов (премьера — 22 сентября 2018)[86]
- 2018 — «Макбет» Уильяма Шекспира. Режиссер: Антон Яковлев (премьера — 14 декабря 2018)[87]
- 2019 — «Квартира Коломбины» Людмилы Петрушевской. Режиссер: Екатерина Дубакина (премьера — 9 апреля 2019)[88]
- 2019 — «Маленькие трагедии» Александра Пушкина. Режиссер: Егор Арсенов (премьера — 30 апреля 2019)[89]
- 2019 — «Кентервильское привидение» Оскара Уайльда. Режиссер: Алексей Фроленков (премьера — 19 мая 2019)[90]
- 2019 — «Норма» Владимира Сорокина. Режиссер: Максим Диденко (премьера — 6 ноября 2019)[91]
- 2019 — «Слово о полку Игореве». Режиссер: Кирилл Вытоптов (премьера — 20 ноября 2019)[92]
- 2019 — «Женщина-змея» Карло Гоцци. Режиссер: Олег Долин (премьера — 13 декабря 2019)[93]
- 2020 — «Бульба. Пир». Режиссер: Александр Молочников (премьера — 2 октября 2020)[94]
- 2020 — «Бесы Достоевского». Режиссер: Константин Богомолов (премьера — 25 декабря 2020)[95]
- 2021 — «Бэтмен против Брежнева». Режиссер: Саша Денисова (премьера — 31 января 2021)[96]
- 2021 — «Благоволительницы». Режиссер: Микита Ильинчик (премьера — 18 февраля 2021)[97]
- 2021 — «Дядя Лева». Режиссер: Константин Богомолов (премьера — 18 сентября 2021)[98]